# Arthur Greiser
Arthur Karl Greiser (ur. 22 stycznia 1897 w Środzie Wielkopolskiej, zm. 21 lipca 1946 w Poznaniu) – niemiecki polityk narodowosocjalistyczny, obergruppenführer SS, namiestnik Rzeszy (Reichsstatthalter) w Kraju Warty, przedtem prezydent Senatu Wolnego Miasta Gdańska, zbrodniarz wojenny.

## Życiorys

### Rodzina
Arthur Greiser wywodził się z niemieckiej rodziny, która w czerwcu 1893 r. przybyła z Człopy (Schloppe) do wielkopolskiej Środy, gdzie zamieszkała w budynku położonym przy Rynku nr 1 w skromnym mieszkaniu składającym się tylko z kuchni i pokoju. Ojciec Arthura, Gustaw, urodził się 30 września 1861 r. w Goleniu w Prusach Wschodnich i następnie przeniósł się do Człopy, w której wyuczył się zawodu szewskiego. Po uzyskaniu przez Polskę po pierwszej wojnie światowej niepodległości wraz z małżonką Idą ze Sigmundów wyprowadzili się do Niemiec, gdzie obydwoje zmarli przed wybuchem II wojny światowej. Małżonkowie Greiserowie mieli czworo dzieci, z których trzecim z kolei był Arthur, urodzony 22 stycznia 1897 r. w Środzie.
Jedyny syn gauleitera Eckhardt (z pierwszego małżeństwa) zginął o świcie 21 grudnia 1939 wraz z dwiema towarzyszącymi mu osobami w samochodzie, który wjechał pod pociąg na przejeździe kolejowo-drogowym w miejscowości Gorzyń. W miejscu wypadku postawiono w czasie wojny obelisk, który w 1945 został przez mieszkańców usunięty, a w jego miejscu do dziś znajduje się drewniany krzyż.

### Okres I wojny światowej
Po trzyletnim pobycie w szkole powszechnej, dalsze wykształcenie uzyskał w królewsko-pruskim gimnazjum humanistycznym w Inowrocławiu. Po wybuchu I wojny światowej w 1914 zgłosił się do cesarskiej marynarki wojennej jako ochotnik. W 1915, po odpowiednim przeszkoleniu, został wysłany na front i awansowany na oficera. Następnie ponownie zgłosił się na ochotnika do lotnictwa marynarki (był pilotem wodnosamolotów) i w 1917 został oficerem lotnictwa. Kilkukrotnie odznaczony w czasie wojny, został ranny w 1918 i odesłany do szpitala wojskowego w Gdańsku.

### Lata dwudzieste XX wieku
Po wyjściu ze szpitala pozostawał bez pracy, następnie próbował bezskutecznie powodzenia w kupiectwie oraz jako kierowca taksówki. Podejmował się prac dorywczych, obwożąc w lecie turystów wynajętą motorówką po Gdańsku, a w zimie holując statki w porcie gdańskim. W 1924 współdziałał przy zakładaniu w Gdańsku organizacji „Stahlhelm”, która skupiała byłych żołnierzy frontowych, z której wystąpił w 1926 r. Należał również do organizacji „Ring der Flieger” zrzeszającej byłych lotników Luftstreitkräfte. W 1925, na tle polsko-niemieckiego konfliktu o status miasta Gdańsk, związał się z ruchami rewizjonistycznymi i antypolskimi. Zaczął występować publicznie na wiecach i zgromadzeniach, deklarując się jako „zwolennik niemieckości Wolnego Miasta Gdańska”. Gdy wprowadzono polskie skrzynki pocztowe, do czego Polska miała prawo zgodnie z ustaleniami potwierdzonymi wcześniej przez Ligę Narodów, Greiser zażądał w swoim przemówieniu podczas skierowanej przeciwko Polsce i Lidze Narodów demonstracji, która odbyła się na Długim Targu w Gdańsku 23 września 1925, wyrzucenia wszystkich Polaków z tego miasta.

### W partii narodowo-socjalistycznej. Prezydent Senatu Wolnego Miasta Gdańska

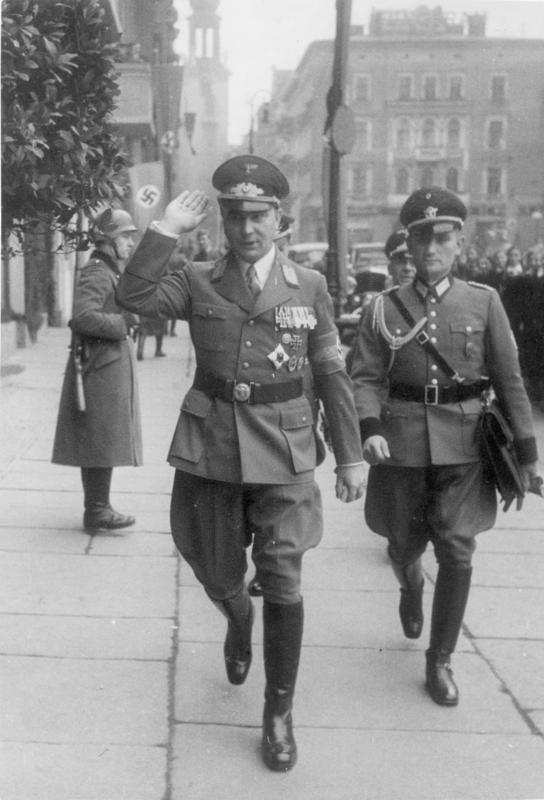
Arthur Greiser w Poznaniu (1939)

Swoim zaangażowaniem propagandowym zwrócił uwagę NSDAP, do której przyjęto go w 1928. W latach 1930–1933 pełnił obowiązki sekretarza okręgu partyjnego w Gdańsku. W lipcu 1933 został wybrany wiceprezydentem gdańskiego Senatu, a w listopadzie 1934 prezydentem Senatu (czwartym i ostatnim w historii tego urzędu), czyli głową tego miasta-państwa. Jednocześnie pełnił funkcję ministra (senatora) spraw wewnętrznych. Uhonorowano go nadając jego imię jednemu z dwóch szybowców, zakupionych dla gdańskiego lotnictwa sportowego.

### Namiestnik Kraju Warty (Reichsstatthalter im Reichsgau Wartheland)
21 września 1939 przejął kierownictwo cywilne w Poznaniu, a w listopadzie 1939 objął funkcję namiestnika w Kraju Warty. Przeprowadzał brutalną germanizację i eksterminację ludności z podległych obszarów. Jego brat Otto Greiser, objął w Kutnie funkcję prezesa spółdzielni „Wspólna Praca” oraz był zastępcą burmistrza i honorowym radnym.
W latach 1940–1942 zbudował sobie, za państwowe pieniądze, dużą rezydencję w Jeziorach nad Jeziorem Góreckim (ok. 20 km na południe od Poznania). Dziś jest to siedziba dyrekcji i Muzeum Przyrodniczego Wielkopolskiego Parku Narodowego.

### Proces i wyrok

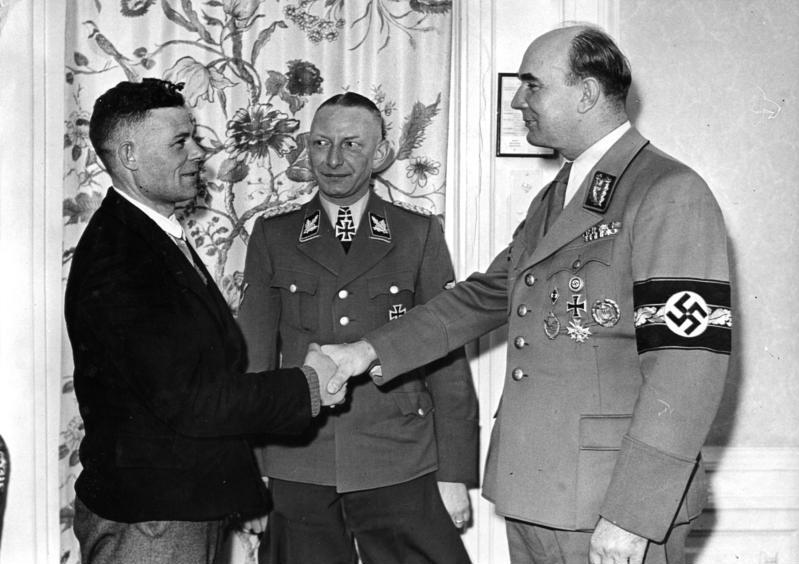
Arthur Greiser i Heinz Reinefarth witają milionowego Niemca przesiedlonego do Kraju Warty ze wschodniej Europy (marzec 1944)

W 1945 został aresztowany przez wojska amerykańskie w miasteczku Krimml (okolice Salzburga), gdzie rozpoznała go Polka z Ostrzeszowa Wlkp. – Maria Michalak z domu Kinastowska. Według jej relacji: „W pierwszych dniach po zakończeniu wojny pani Maria dowiedziała się, że prawdopodobnie w pobliskiej miejscowości Merching przebywa ze swą żoną Greiser.
– Nie mogłam w to uwierzyć, jednak już następnego dnia na własne oczy przekonałam się, że informacja ta jest prawdziwa. Zobaczyłam go. Miał długi, zielony płaszcz oraz zielony kapelusz z piórkiem. Byłam pewna, że uciekł z Poznania i tu się ukrywa. Natychmiast udałam się do sztabu VII Armii Amerykańskiej. Znalazłam żołnierza, który mówił po polsku i opowiedziałam mu wszystko. Następnego dnia amerykański patrol nie znalazł już zbrodniarza we wskazanym miejscu. Ludzie mówili, że pierwsza uciekła jego żona, a on ruszył pieszo w nieznanym kierunku. Po powrocie do kraju dowiedziałam się jednak, że 16 maja 1945 r., właśnie w rejonie Merching, Amerykanie aresztowali Greisera. Moja informacja okazała się zatem prawdziwa i przydatna – opowiadała po latach ostrzeszowianka”.

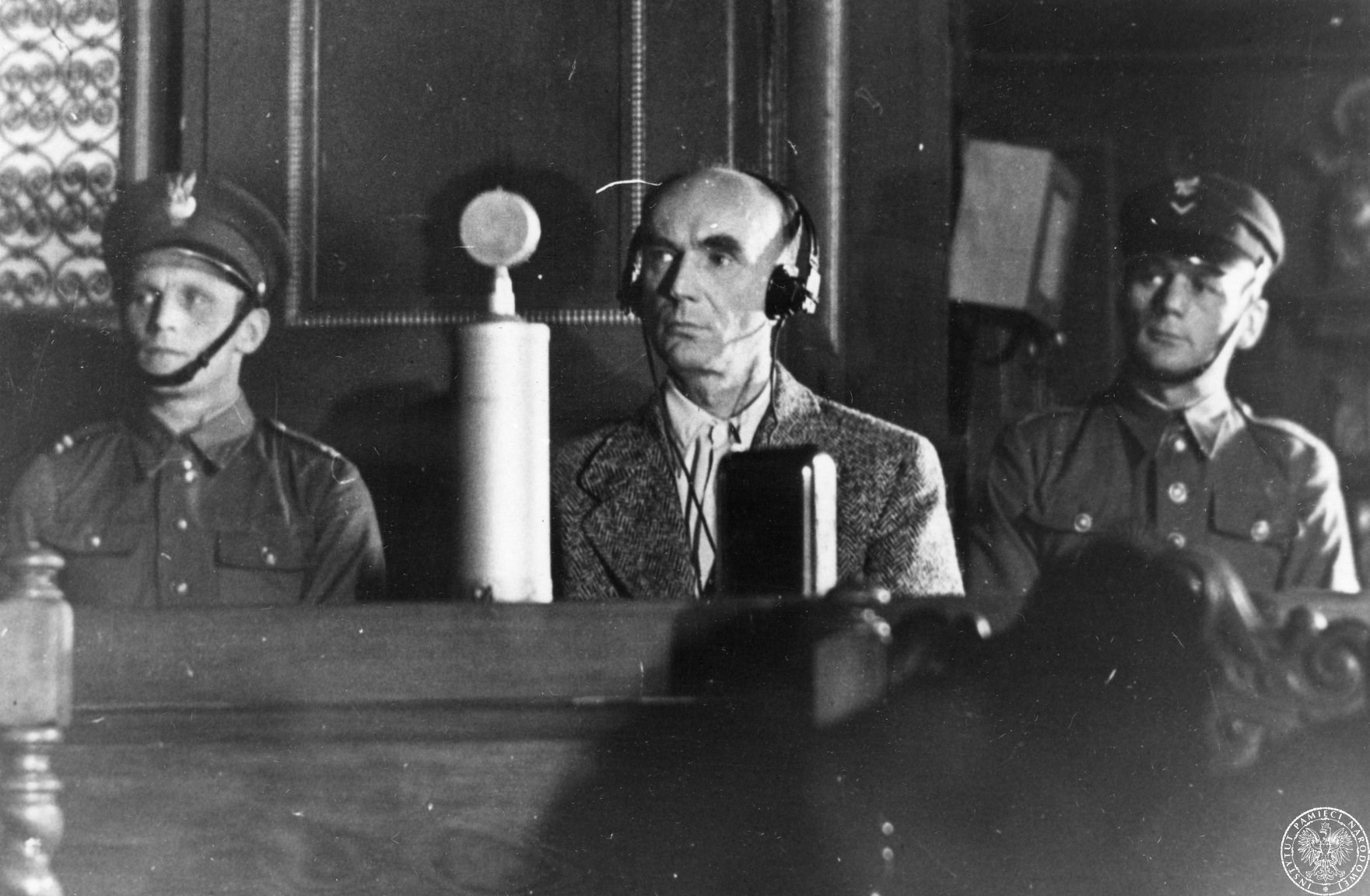
Arthur Greiser podczas procesu przed Najwyższym Trybunałem Narodowym, Poznań, 7 lipca 1946

W dniu 12 czerwca 1946 został przewieziony do Aresztu Śledczego w Poznaniu. Za popełnione zbrodnie był sądzony przez Najwyższy Trybunał Narodowy w Poznaniu, pod przewodnictwem profesora Emila Stanisława Rapaporta. W skład zespołu sędziowskiego wchodziło trzech sędziów i czterech ławników. Oskarżycielami byli profesor Jerzy Sawicki oraz profesor Mieczysław Siewierski. Jego obrońcami z urzędu w procesie, który trwał od 21 czerwca do 7 lipca 1946, byli doktor Stanisław Hejmowski i Jan Kręglewski. W czasie procesu obrońca Greisera wyrażał wątpliwości, czy głowa obcego państwa (a taką był Greiser jako prezydent Senatu Wolnego Miasta Gdańska) może zostać skazana w innym państwie. Z kolei oskarżenie oddalało te obiekcje, argumentując iż w czasie, kiedy popełnione zostały czyny, za które był sądzony, nie był już prezydentem senatu nieistniejącego już państwa.
Proces Greisera toczył się w auli Uniwersytetu Poznańskiego.
Według aktu oskarżenia, Arthur Greiser, jako namiestnik Rzeszy (niem. Reichsstatthalter), a jednocześnie okręgowy kierownik Niemieckiej Partii Narodowosocjalistycznej (niem. Gauleiter) na obszar województwa poznańskiego oraz części łódzkiego i pomorskiego w latach 1939–1945, działał na szkodę Państwa Polskiego i jego obywateli poprzez udział, podżeganie do dokonania, udzielanie pomocy przy dokonaniu i dokonywanie m.in.:
- indywidualnych i zbiorowych zabójstw osób spośród ludności cywilnej i jeńców wojennych,
- czynów polegających na znęcaniu się, prześladowaniu i zadawaniu uszkodzeń cielesnych oraz powodujących rozstrój zdrowia takich osób,
- systematycznego niszczenia polskiej kultury, grabieży polskich wartości kulturalnych oraz germanizowania kraju i ludności polskiej i bezprawnego zaboru własności publicznej,
- systematycznego, bezprawnego pozbawienia ludności polskiej jej własności prywatnej,
- lżenia i wyszydzania Narodu Polskiego, poprzez głoszenie jego niższości kulturalnej i małej wartości społecznej,
- przymusowe wysiedlanie całymi osiedlami, ulicami, rodzinami lub indywidualnie na obszar Generalnego Gubernatorstwa lub do obozu pracy przymusowej w Rzeszy,
- prześladowania i zgładzenia obywateli polskich narodowości żydowskiej lub pochodzenia żydowskiego poprzez wymordowanie w miejscu zamieszkania, gromadzenie w zamkniętych dzielnicach żydowskich, skąd wywożono ich w celu eksterminacji w komorach gazowych pobliskiego obozu straceń Kulmhof w Chełmnie nad Nerem, lżenie ludności żydowskiej czynnie i słownie poprzez zadawanie cierpień fizycznych, uszkodzeń cielesnych i poniżania godności ludzkiej,
- wywożenie dzieci polskich[9] wbrew woli rodziców i opiekunów, przymusowe umieszczanie ich w niemieckich rodzinach zastępczych i publicznych zakładach opiekuńczych w Rzeszy, z zerwaniem wszelkiej łączności z rodzinami i polskością oraz nadanie im imion i nazwisk niemieckich.

Najwyższy Trybunał Narodowy uznał go winnym zbrodni i skazał Greisera na śmierć. Końcowa sentencja sądu z dnia 9 lipca 1946 brzmiała:
„Arthura Greisera należy uznać winnym wszystkich zbrodni i zarzucanych mu przestępstw, z tym ograniczeniem, że zabójstw, uszkodzeń cielesnych i znęcań się Arthur Greiser osobiście nie dokonywał. Za powyższe przestępstwa skazać Arthura Greisera na karę śmierci, nadto orzec utratę praw publicznych i obywatelskich praw honorowych na zawsze oraz konfiskatę całego jego mienia; od momentu ponoszenia kosztów sądowych i uiszczenia opłaty sądowej zwolnić go. Dowody rzeczowe pozostawić przy aktach sprawy”
Przewodniczący KRN Bolesław Bierut nie uwzględnił ani wniosku Greisera o łaskę, ani prośby o to samo skierowanej do niego przez papieża Piusa XII.

### Egzekucja

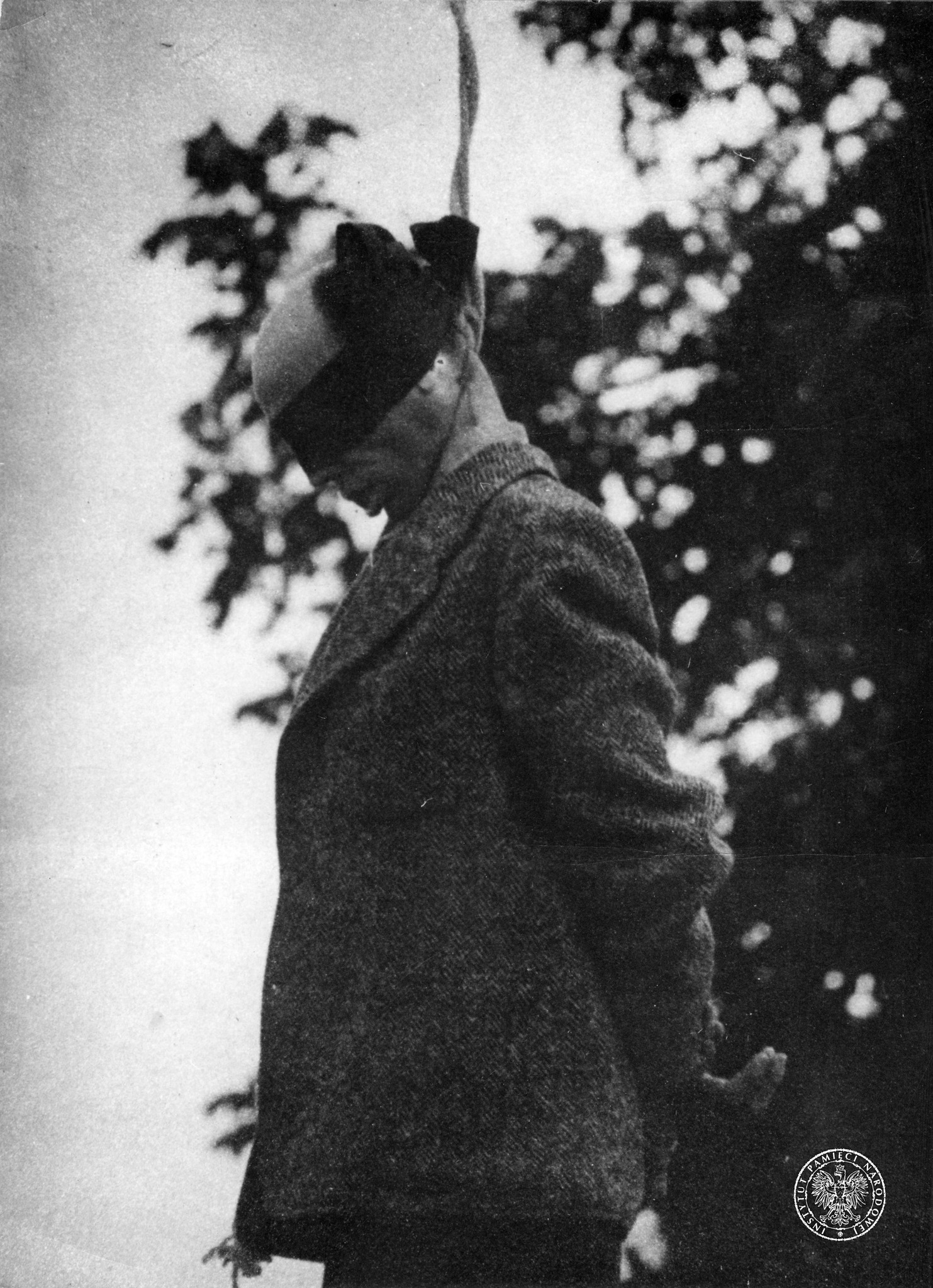
Egzekucja Arthura Greisera, Poznań, 21 lipca 1946 r.

Arthur Greiser został stracony 21 lipca 1946 o godzinie 7.00 przez powieszenie w obecności tysięcy zgromadzonych osób na stoku poznańskiej cytadeli. W czasie wieszania Greisera stutysięczna publiczność, wśród której były także dzieci, klaskała i gwizdała. Była to ostatnia egzekucja publiczna w Polsce. Po fali krytyki takich egzekucji minister sprawiedliwości Henryk Świątkowski podjął decyzję o ich zaprzestaniu.
Ciało Greisera, po przeprowadzeniu sekcji w Zakładzie Anatomicznym Uniwersytetu Poznańskiego, zostało spalone w tym samym krematorium, w którym palono zwłoki mordowanych Polaków w poznańskim więzieniu. Prochy zostały oddane do dyspozycji prokuratury i sądu.

## Greiser w literaturze
Arthur Greiser jest jednym z głównych bohaterów powieści historycznej Piotra Bojarskiego Coraz ciemniej w Wartheland. Jej autor oparł się na autentycznych przekazach dotyczących przeszłości i zbrodni Greisera.